# 以黎冲突
以黎冲突是黎巴嫩、以色列、叙利亚、巴勒斯坦解放組織、黎巴嫩境内的各种民兵和武装分子之間的一系列军事冲突。冲突在20世纪80年代黎巴嫩內戰期间达到顶峰，此后又有所缓和。
巴勒斯坦解放組織以及法塔赫于1970-71年被驱逐出约旦后，他们來到黎巴嫩南部。不久黎巴嫩內戰爆發。  以色列又於1978年入侵黎巴嫩，将巴勒斯坦解放組織趕到利塔尼河以北，但巴勒斯坦解放組織继续对以色列发动攻势。 1982年，以色列与黎巴嫩军队和黎巴嫩长枪党等黎巴嫩主要基督教民兵组织结盟，再次入侵黎巴嫩，并强行將巴勒斯坦解放組織驅逐出黎巴嫩。1985年，以色列从黎巴嫩大部分地区撤军 。
当黎巴嫩内战结束且其他參與內戰的武裝派別同意解除武装时，真主党拒绝放下武器。以色列于 2000年撤退到藍線的以色列一侧。 
真主党後來又以以色列佔領舍巴農場为由，繼續跨境袭击以色列。 两名以色列士兵被真主党俘虏後引发2006年黎巴嫩戰爭。 
2006年9月8日，2006年黎巴嫩戰爭暫停。截至2023年初，尽管双方都违反停火协议，但局势仍然平静；不過以色列几乎每天都在黎巴嫩领土上空飞行，而真主党同樣拒絕解除武装。受以色列—哈馬斯戰爭影響，2023年以黎邊境衝突爆發。 